# Dindica olivacea
Dindica olivacea là một loài bướm đêm trong họ Geometridae.